# Tiko United
Tiko United ist ein Fußballklub aus Kamerun, beheimatet in Tiko, der in der Première Division, der höchsten Spielklasse des Landes, spielt.

## Geschichte
Der Klub wurde in den frühen 1960er-Jahren als C.D.C. Tiko von der Cameroon Development Corporation gegründet. Bis in die 1980er Jahre stellte sie aber die Förderung Schritt für Schritt ein und die Teeproduktion, einer der Hauptzweige der Firma, wurde von einer Bürgerkooperative übernommen. Der Verein wurde daraufhin in Tiko United umbenannt.
In der Saison 2008/09 gewann die Herrenmannschaft des Vereins zum ersten Mal in der rund 50-jährigen Vereinsgeschichte den Meistertitel in Kameruns höchster Spielklasse und qualifizierte sich damit automatisch für einen Platz in der von Februar bis November 2010 laufenden CAF Champions League 2010. Dabei kam die Mannschaft in der Vorrunde nach einem 2:2-Remis im Hinspiel und einem 5:3-Elfmetersieg nach einem weiteren 2:2-Remis im Rückspiel gegen den burundischen Verein Vital’O FC in die 1. Runde der Champions League. Dort schied die Mannschaft nach einem 2:2 im Hinspiel und einem 1:1 im Rückspiel aufgrund der Auswärtstorregel gegen den nigerianischen Vertreter Heartland FC aus dem laufenden Wettbewerb aus. In der kamerunischen Spielzeit 2009/10 schaute für das Herrenteam des Vereins in der Meisterschaft der dritte Tabellenplatz heraus.

## Erfolge
- Kamerunischer Meister: 2009

## Ehemalige und aktuelle Spieler
- Valentine Atem (Profi bei Eintracht Braunschweig, SV Wehen Wiesbaden und MSV Duisburg)
- Eyong Enoh (seit 2008 bei Ajax Amsterdam)
- Festus Ibere (ehemaliger Juniorennationalspieler von Nigeria)
- Marcus Mokake (bei CS Sedan)
- Jean-Claude Pagal (ehemaliger Nationalspieler; spielte im Laufe seiner Karriere in Frankreich, Mexiko, Belgien, England, Malta und in seinem Heimatland Kamerun)
- Robert Omega (ehemaliger Nationalspieler von Liberia)
- Sanda Oumarou (ehemaliger Juniorennationalspieler von Kamerun und Profi bei El-Masry in Ägypten)
- Enow Tabot (bei Interblock Ljubljana, spielte für Kamerun bei der Junioren-Fußballweltmeisterschaft 2009)

## Ehemalige Trainer
- Gerald Mbimi